# Чіназес
Чіназес, чиназес або чінанен — слово у молодіжному слензі, засіб вираження емоційного стану, вигук. Може вживатися для опису приємних подій, успіху, і часто асоціюється з відпочинком та релаксацією. 
Використовується в різних контекстах: задоволення, подяка, опис приємного відпочинку, схвалення, усе гаразд, усе чудово, кращого не придумаєш, славно[неавторитетне джерело][неавторитетне джерело].

## Версія виникнення

#### Пов'язана з А. Боярським
Вперше слово чіназес з'явилося в інтернеті наприкінці 2010-х, зокрема в популярному мемі рос. «О, чиназес — сюда».
Одним з перших слово чіназес почав вживати Instagram-блогер Андрій Боярський, популярність якого почалась з ринку Боярки, що знаходиться неподалік Києва, де він ходив, шукаючи підробіток за гроші[неавторитетне джерело]. Вперше блогер використав це слово у 2020 році. Завдяки цьому слову та кільком іншим, таким як урде санчо, чина, саунтрес, популярність блогера значно зросла[неавторитетне джерело].

### Інші версії
- В Узбекистані є місто Чиназ (Чиноз), англійською звучить — Chinese, що перекладається як «китайський». Тобто схожість по вимові приводить до думки, що саме в цьому суть значення слова «чіназес». Однак у нас існує певна група людей, яку, можливо, не можна назвати субкультурою, але яка надає нового сенсу цьому слову.
- Можливо, це пов'язано з назвою сиру «Cheese», тобто щось яскраве і позитивне. Фактично «чіназес» являє собою об'єднання людей за спільними інтересами. У наше століття інтернет-спілкування багато хто прагне проявити себе, ділячись своїми фотографіями та відео, наповненими позитивом.
- Цей вираз сучасного сленгу має своє коріння в кавказьких національностях, ймовірно, вірмен. Він почав використовуватися досить давно, але не набув широкого поширення. «Чіназес» означає вдалий, сприятливий результат події або ситуації, що склалася. Також цей вираз свідчить про позитивний настрій і гарний психічний стан у цей момент.
- «Чіназес» — це синонім слова «відпочинок» і вираз задоволення в жаргоні. Цей термін вказує на те, що людина цілковито насолоджується моментом відпочинку чи розваги, і її враження від події надзвичайно позитивні. Зазвичай використовується для передачі приємних емоцій від певної події чи ситуації. Частина дослідників вважає, що дане значення і походження слова найбільш реалістичні[4].

## Сфери використання
- Найближчі синоніми до «чіназес»: «все круто», «чудово», «краще за всіх!»
- Це слово використовується, щоб підкреслити свою успішність, крутість, статус.
- Чоловіки часто вживають його, щоб похизуватися перед друзями та знайомими своїми досягненнями: новою машиною, крутим ремонтом, відпочинком на екзотичному курорті, народженням сина, кар'єрним ростом, красивою дружиною чи коханкою, несподіваним везінням тощо.
- #чиназес — популярний хештег в Instagram, де люди публікують фото та відео, що демонструють їхнє «щасливе» життя.[7][неавторитетне джерело]